# پراتدیپ
پراتدیپ (به اسپانیایی: Pratdip) یک شهرستان در اسپانیا است که در بایش کمپ واقع شده‌است.